# Guoxin-Stadion Qingdao
Das Qingdao Guoxin Stadion oder auch Qingdao Sports Center Stadium (chinesisch 青岛 国 信 体育场) ist ein Fußballstadion mit Leichtathletikanlage in der chinesischen Hafenstadt Qingdao, Provinz Shandong, im Osten des Landes. Es bietet 45.000 überdachte Sitzplätze für die Zuschauer und ist hauptsächlich Schauplatz für Fußballspiele. Die Anlage ist die Heimspielstätte des Fußballclubs Qingdao Huanghai.

## Geschichte
Das Stadion wurde von der Qingdao Yizhong Tobacco Group finanziert und im August 1999 als Yizhong Sports Center Stadium (chinesisch 颐中 体育 中心 体育场) eröffnet. 2006 wurde es aufgrund von Sicherheitsmängeln geschlossen. Die Qingdao Conson Development Group übernahm die Anlage im Juli 2008 und änderte den Namen in Qingdao Guoxin Stadium. Die Sportstätte wurde 2012 renoviert und wiedereröffnet.